# Liste der Stolpersteine in Zülpich
Die Liste der Stolpersteine in Zülpich enthält die Stolpersteine, die im Rahmen des gleichnamigen Kunst-Projekts von Gunter Demnig in Zülpich verlegt wurden. Mit ihnen soll an die Opfer des Nationalsozialismus erinnert werden, die in Zülpich lebten und wirkten.

## Liste der Stolpersteine
| Name              | Adresse                      | Bild | Inschrift                         | Verlegedatum  | Biografie und Anmerkungen |
| ----------------- | ---------------------------- | --- | --------------------------------- | ------------- | ------------------------- |
| Kurt Sommer       | Markt 21 ·                   | Bild gesucht Die Wikipedia wünscht sich an dieser Stelle ein Bild vom Ort mit diesen Koordinaten 50.6925 6.64755 . Motiv: Markt 21: Stolpersteine für die Familie Sommer, die Lage und das Haus Falls du dabei helfen möchtest, erklärt die Anleitung , wie das geht. BW                | Hier wohnte Kurt Sommer ...       | 18. Dez. 2015 |                           |
| Lina Sommer       | Markt 21 ·                   | Bild gesucht Die Wikipedia wünscht sich an dieser Stelle ein Bild vom hier behandelten Ort. Falls du dabei helfen möchtest, erklärt die Anleitung , wie das geht. BW | Hier wohnte Lina Sommer ...       | 18. Dez. 2015 |                           |
| Moritz Sommer     | Markt 21 ·                   | Bild gesucht Die Wikipedia wünscht sich an dieser Stelle ein Bild vom hier behandelten Ort. Falls du dabei helfen möchtest, erklärt die Anleitung , wie das geht. BW | Hier wohnte Moritz Sommer ...     | 18. Dez. 2015 |                           |
| August Klaber     | Münsterstraße 8 ·            | Bild gesucht Die Wikipedia wünscht sich an dieser Stelle ein Bild vom Ort mit diesen Koordinaten 50.69104 6.64852 . Motiv: Münsterstraße 8: Stolpersteine für die Familie Klaber, die Lage und das Haus Falls du dabei helfen möchtest, erklärt die Anleitung , wie das geht. BW        | Hier wohnte August Klaber ...     | 18. Dez. 2015 |                           |
| Friederike Klaber | Münsterstraße 8 ·            | Bild gesucht Die Wikipedia wünscht sich an dieser Stelle ein Bild vom hier behandelten Ort. Falls du dabei helfen möchtest, erklärt die Anleitung , wie das geht. BW | Hier wohnte Friederike Klaber ... | 18. Dez. 2015 |                           |
| Joseph Klaber     | Münsterstraße 8 ·            | Bild gesucht Die Wikipedia wünscht sich an dieser Stelle ein Bild vom hier behandelten Ort. Falls du dabei helfen möchtest, erklärt die Anleitung , wie das geht. BW | Hier wohnte Joseph Klaber ...     | 18. Dez. 2015 |                           |
| Paula Klaber      | Münsterstraße 8 ·            | Bild gesucht Die Wikipedia wünscht sich an dieser Stelle ein Bild vom hier behandelten Ort. Falls du dabei helfen möchtest, erklärt die Anleitung , wie das geht. BW | Hier wohnte Paula Klaber ...      | 18. Dez. 2015 |                           |
| Alfred Klaber     | Von-Lutzenberger-Straße 14 · | Bild gesucht Die Wikipedia wünscht sich an dieser Stelle ein Bild vom Ort mit diesen Koordinaten 50.69086 6.65182 . Motiv: Von-Lutzenberger-Straße 14: Stolpersteine für Familie Klaber, die Lage und das Haus Falls du dabei helfen möchtest, erklärt die Anleitung , wie das geht. BW | Hier wohnte Alfred Klaber ...     | 18. Dez. 2015 |                           |
| Ernst Klaber      | Von-Lutzenberger-Straße 14 · | Bild gesucht Die Wikipedia wünscht sich an dieser Stelle ein Bild vom hier behandelten Ort. Falls du dabei helfen möchtest, erklärt die Anleitung , wie das geht. BW | Hier wohnte Ernst Klaber ...      | 18. Dez. 2015 |                           |
| Erwin Klaber      | Von-Lutzenberger-Straße 14 · | Bild gesucht Die Wikipedia wünscht sich an dieser Stelle ein Bild vom hier behandelten Ort. Falls du dabei helfen möchtest, erklärt die Anleitung , wie das geht. BW | Hier wohnte Erwin Klaber ...      | 18. Dez. 2015 |                           |
| Helene Klaber     | Von-Lutzenberger-Straße 14 · | Bild gesucht Die Wikipedia wünscht sich an dieser Stelle ein Bild vom hier behandelten Ort. Falls du dabei helfen möchtest, erklärt die Anleitung , wie das geht. BW | Hier wohnte Helene Klaber ...     | 18. Dez. 2015 |                           |
| Joseph Klaber     | Von-Lutzenberger-Straße 14 · | Bild gesucht Die Wikipedia wünscht sich an dieser Stelle ein Bild vom hier behandelten Ort. Falls du dabei helfen möchtest, erklärt die Anleitung , wie das geht. BW | Hier wohnte Joseph Klaber ...     | 18. Dez. 2015 |                           |
| Moritz Klaber     | Von-Lutzenberger-Straße 14 · | Bild gesucht Die Wikipedia wünscht sich an dieser Stelle ein Bild vom hier behandelten Ort. Falls du dabei helfen möchtest, erklärt die Anleitung , wie das geht. BW | Hier wohnte Moritz Klaber ...     | 18. Dez. 2015 |                           |
| Sibilla Klaber    | Von-Lutzenberger-Straße 14 · | Bild gesucht Die Wikipedia wünscht sich an dieser Stelle ein Bild vom hier behandelten Ort. Falls du dabei helfen möchtest, erklärt die Anleitung , wie das geht. BW | Hier wohnte Sibilla Klaber ...    | 18. Dez. 2015 |                           |
| Wilhelm Klaber    | Von-Lutzenberger-Straße 14 · | Bild gesucht Die Wikipedia wünscht sich an dieser Stelle ein Bild vom hier behandelten Ort. Falls du dabei helfen möchtest, erklärt die Anleitung , wie das geht. BW | Hier wohnte Wilhelm Klaber ...    | 18. Dez. 2015 |                           |